# Princes de la cravache
Pour plus de détails, voir Fiche technique et Distribution.
Princes de la cravache est un film français, sorti en 1930.

## Fiche technique
- Titre : Princes de la cravache
- Réalisation : Marcel L. Wion
- Pays d'origine : France
- Format : Noir et blanc
- Date de sortie : 1930

## Distribution[1]
- Suzanne Bianchetti : Mme d'Arbeiller
- Michèle Wagner : Denise
- André Nox : Prévost
- G. Sareto : Mr d'Arbeiller
- Pierre Nay : Ludger, l'entraîneur
- Jean-François Martial